# Capi Virginia

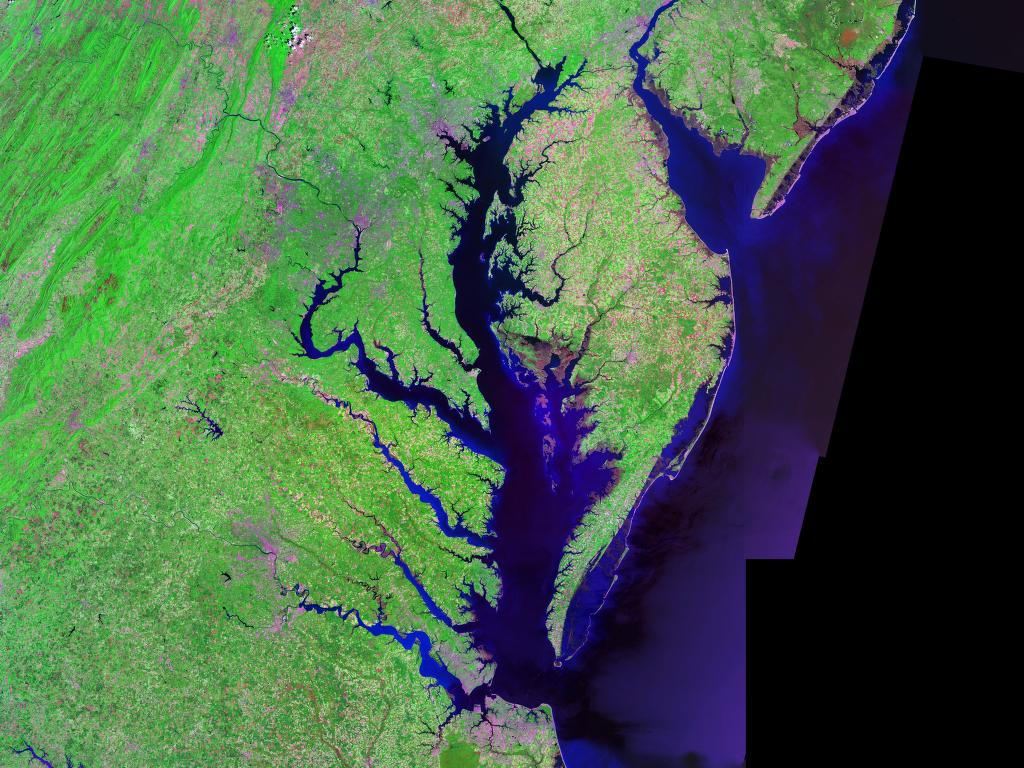
Veduta satellitare della baia di Chesapeake (in basso, in alto quella del Delaware)

I Capi Virginia  (ingl.:  Virginia Capes)  sono due capi che delimitano lo stretto che separa la baia di Chesapeake dall'Oceano Atlantico, sulla costa orientale degli Stati Uniti d'America. Quello a nord è noto come Capo Charles  e quello a sud come Capo Henry, ed entrambi si trovano nel territorio dello stato USA della Virginia.
L'importanza della baia di Chesapeake nella storia americana ha reso questi due capi strategicamente importanti, particolarmente per quanto riguarda la battaglia di Chesapeake, che costituì un punto cruciale nella conclusione della guerra d'indipendenza americana nella seconda metà del XVIII secolo.
Recentemente, a causa della vicinanza delle basi navali della Marina degli Stati Uniti di Norfolk e di Newport News, i capi sono spesso teatro delle esercitazioni iniziali delle nuove navi della Marina.